# Leonid Polovinkin
Leonid Polovinkin   (Kurgan, 1 d'agost de 1894 (Julià) - Moscou, 8 de febrer de 1949), nom complet amb patronímic Leonid Alekséievitx Polovinkin, rus: Леонид Алексеевич Половинкин, fou un compositor i pianista rus. És considerat i celebrat al seu país com un distingit compositor que va marcar la transició del modernisme musical rus al realisme socialista estalinista.
Va néixer en una família de constructors de línies fèrries. La seva mare cantava i tocava el piano, sense haver estudiat música d'una manera sistemàtica, cosa que desitjava per al seu fill. El 1904 es van traslladar a Moscou començant la seva formació musical, a més de l'estudi de francès i alemany. El 1906 va ingressar en el col·legi Polivanov, una de les millors escoles secundàries privades de Rússia. Era un nen de salut delicada, emmalaltint repetides vegades de pulmonia. Per enfortir-se va practicar molt esport. El 1908 es va apassionar pel teatre, assistint a moltes representacions i concerts. Es va matricular a l'escola de Dret de la Universitat de Moscou, però el més important per a ell era la música.
Va estudiar al Conservatori de Moscou entre 1914 i 1924, sent els seus principals mestres Iuli Konius en piano, Reinhold Glière en polifonia, Nikolai Miaskovski i Serguei Vassilenko. Es troba influenciat per la música d'Aleksandr Skriabin, com es veu clarament en una de les seves primeres obres Deux evenements op.5 per a piano composta el 1922. Com la majoria dels joves de la seva època està impressionat pel modernisme escrivint obres com el Foxtrot de 1925.
El 1924 és nomenat secretari de la famosa Associació de Música Moderna, els membres eren Miaskovski, Vissarion Xebalín, Xostakóvitx, Anatoli Aleksàndrov, Lev Knipper i Aleksandr Mossolov. Durant un parell d'anys es troba al càrrec de Teatre Alexandrí de Leningrad. El 1926 és elegit director musical de Teatre per a nens Central de Moscou. Durant el període pre-revolucionari compon obres modernistes, seguint els passos de Skriabin en obres com la Sonata per a piano núm. 4 op.18 de 1927, el Septième Événement de 1928, que conté elements tan revolucionaris, com el pas d'una carta entre les cordes de piano, els Six Morceaux pour piano op. 30 compostos entre 1927 i 1929 o en la suite simfònica Telescope 2 de 1928, una obra plena d'efectes innovadors, alguns seguint l'estil de Stravinski.